# Андоно (Кунео)
Андоно је насеље у Италији у округу Кунео, региону Пијемонт.
Према процени из 2011. у насељу је живело 231 становника. Насеље се налази на надморској висини од 733 м.